# Associazione Calcio Ravenna 1941-1942
Questa pagina raccoglie le informazioni riguardanti l'Associazione Calcio Ravenna nelle competizioni ufficiali della stagione 1941-1942.

## Rosa
| N. |                   | Ruolo | Calciatore          |
| -- | ----------------- | ----- | ------------------- |
|    | Italia (bandiera) | D     | Guido Berti         |
|    | Italia (bandiera) | C     | Edgardo Biagini     |
|    | Italia (bandiera) | C     | Pietro Bilotti      |
|    | Italia (bandiera) | P     | Pietro Borghi       |
|    | Italia (bandiera) | C     | Gino Bracci         |
|    | Italia (bandiera) | P     | Lino Casavecchia    |
|    | Italia (bandiera) | A     | Francesco Cortesi   |
|    | Italia (bandiera) | P     | Benedetto De Donato |
|    | Italia (bandiera) | D     | Mario Gagni         |
|    | Italia (bandiera) | C     | Giorgio Giorgioni   |

| N. |                   | Ruolo | Calciatore      |
| -- | ----------------- | ----- | --------------- |
|    | Italia (bandiera) | A     | Emilio Leonardi |
|    | Italia (bandiera) | C     | Cesare Masini   |
|    | Italia (bandiera) | C     | Alfredo Mazzoni |
|    | Italia (bandiera) | D     | C. Minestrini   |
|    | Italia (bandiera) | A     | Ariano Monti    |
|    | Italia (bandiera) | A     | Aldo Perugini   |
|    | Italia (bandiera) | D     | Alberto Rubboli |
|    | Italia (bandiera) | C     | Gino Strocchi   |
|    | Italia (bandiera) | A     | I. Vanni        |
|    | Italia (bandiera) | A     | Paolo Zampighi  |